# Trichopsetta orbisulcus
Trichopsetta orbisulcus är en fiskart som beskrevs av Anderson och Gutherz, 1967. Trichopsetta orbisulcus ingår i släktet Trichopsetta och familjen tungevarsfiskar. Inga underarter finns listade i Catalogue of Life.